# 岩尾崇
岩尾 崇（いわお たかし、1942年9月3日 - 2014年9月22日）は、日本の経営者。長谷工コーポレーション社長、会長を務めた。

## 来歴・人物
鹿児島県出身。1965年に東京大学経済学部を卒業し、同年に大和銀行に入行した。1998年5月に専務に就任し、同年6月には、長谷工コーポレーション顧問と副社長に就任し、2005年6月には社長に昇格。2010年4月に会長に就任。
2014年9月22日、膵臓癌のために死去。72歳没。